# 雀儿山口
雀儿山口又称为错拉山口，是中国四川省甘孜州德格县横跨雀儿山的山口。山口的高度达4,916（16,129英尺） ，并且可能全年被雪覆盖。山口是德格县更庆镇与四川省其他地区之间的重要纽带。从历史上看，它是藏区和汉地之间通过康区德格王的部分贸易路线。山口的西侧和东侧分别流入色曲和错曲。新路海是一个冰川湖，位于山口的东边。
在雀儿山下修建的隧道现在绕过山口，是世界上最高的车辆隧道。  隧道于2016年竣工。

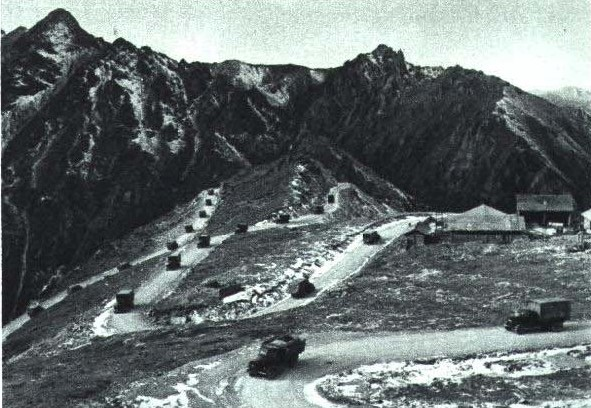
1965年通往雀儿山口的公路照片